# Marine Hamelet
Pour la commune, voir Hamelet.
Marine Hamelet, née le 13 juillet 1967 à Savigny-sur-Orge (Essonne), est une femme politique française.
Membre du Rassemblement national (RN), elle est élue députée dans la 2e circonscription de Tarn-et-Garonne lors des élections législatives de 2022, puis réélue en 2024.

## Biographie

### Formation et activités
Titulaire d'un Diplôme d'études universitaires générales (DEUG) de droit et d'un BTS Commerce international, elle estcommerciale de profession. Sa fiche HATVP n'en fait cependant pas mention et détaille qu'elle a travaillé en tant qu'assistante maternelle entre 2017 et 2020 et qu'elle a tiré quelques revenus de locations saisonnières.

### En politique
Un temps annoncée tête de liste dans la commune de Saint-Orens-de-Gameville lors des élections municipales de 2020 avec le soutien du RN, sa liste est finalement retirée avant le scrutin.

#### Députée de Tarn-et-Garonne
Elle est investie par le Rassemblement national pour être candidate lors des élections législatives de 2022 dans la deuxième circonscription de Tarn-et-Garonne. Elle bénéficie du soutien du maire RN de Moissac, Romain Lopez.
Arrivée en tête au premier tour le 12 juin, elle est élue le 19 juin face au candidat de la majorité présidentielle. Elle bénéficie d'une alliance politique entre Romain Lopez et Brigitte Barèges, cette dernière ne présentant pas de candidat Les Républicains dans sa circonscription.
Elle intègre à l'Assemblée nationale le groupe Rassemblement national et la commission des Affaires étrangères.
Elle est à nouveau élue lors des élections législatives de 2024 dans la même circonscription.

## Vie privée
Elle est mère de cinq enfants et deux fois grand-mère. Elle doit lutter contre un cancer du sein en 2024.

## Résultats électoraux

### Élections législatives
| Année | Parti | Parti | Circonscription       | 1er tour | 1er tour | 1er tour | 2d tour | 2d tour | 2d tour | Issue  |
| Année | Parti | Parti | Circonscription       | Voix     | %        | Rang     | Voix    | %       | Rang    | Issue  |
| ----- | ----- | ----- | --------------------- | -------- | -------- | -------- | ------- | ------- | ------- | ------ |
| 1993  |       | FN    | 4e de l'Essonne       | 6 905    | 14,91    | 3e       |         |         |         | Battue |
| 2022  |       | RN    | 2e de Tarn-et-Garonne | 15 187   | 31,00    | 1er      | 23 678  | 54,99   | 1er     | Élue   |
| 2024  |       | RN    | 2e de Tarn-et-Garonne | 32 578   | 49,17    | 1er      | 37 015  | 61,51   | 1er     | Élue   |